# C4H2N2S
化学式C4H2N2S（摩尔质量：110.13 g/mol）可以指：
- 氰基噻唑
  - 2-氰基噻唑，CAS号：1452-16-0 
  - 4-氰基噻唑，CAS号：1452-15-9 
  - 5-氰基噻唑，CAS号：25742-12-5
- 氰基异噻唑，CAS号：89797-14-8 
  - 3-氰基异噻唑，CAS号：1452-17-1 
  - 4-氰基异噻唑，CAS号：3912-37-6 
  - 5-氰基异噻唑，CAS号：3683-99-6
- 5-异氰基噻唑，CAS号：2361329-64-6
- 2-乙炔基-1,3,4-噻二唑，CAS号：872123-01-8
- 2-氰乙烯基硫氰酸酯，CAS号：145038-76-2
- 巯基亚甲基丙二腈，CAS号：98896-10-7

|  | 这个同类索引页列出了具有相同分子式的化学物（即同分異構體）条目。 除非您是有意链接至本页，否则应将相应条目的内部链接指向正确的条目。 |